# Pfitzneriana allura
Pfitzneriana allura är en fjärilsart som beskrevs av Pierre E.L. Viette 1961. Pfitzneriana allura ingår i släktet Pfitzneriana och familjen rotfjärilar. Inga underarter finns listade i Catalogue of Life.